# Андорра на «Евровидении-2009»
Андорра на Евровидении-2009 была представлена в шестой раз за свою историю участия в конкурсе песни «Евровидение». Участие страны подтвердила национальная телерадиокомпания RTVA 10 сентября 2008 года, хотя ещё в июне ходили слухи о том, что в связи с неудовлетворительными результатами страна может отказаться от дальнейшего участия.
Андорра провела национальный финал, на котором выбирался представитель. Национальный финал прошёл 4 февраля 2009 года, ведущей стала Мери Пикарт. В финале из трёх участников выбор пал на Сюзанну Георги, исполнившую песню «La teva decisió». Сюзанна выступила 12 мая 2009 года в Москве в первом полуфинале. Однако Андорра не вышла в финал в шестой раз подряд: 15-е место и 8 баллов оставили Андорру без финала, и в итоге с 2010 года Андорра бойкотирует конкурс как по финансовым причинам, так и по причине собственного недовольства результатами.

## Участница
Сюзанна Георги родилась 27 июля 1976 года в Дании в Сьёлунде. Она начала петь в возрасте 8 лет со своей сестрой Перниллой и в 12 лет основала с ней группу «SuPer Sisters», переименованную в «Me & My». Два альбома на датском языке были выпущены этой группой после заключения контракта. В 1991 году Сюзанна и Пернилла подали заявку на участие в Евровидении от Дании, но 15-летней Сюзанне отказали: правила конкурса не допускали исполнителей моложе 16 лет. Их песню отдали другим исполнителям, и она заняла 2-е место в отборе. В 1990-е годы вышел хит «Dub I Dub», который стал популярным в Дании. Первый англоязычный альбом был продан в Японии тиражом в 1,5 млн. экземпляров, и весной 1997 года дуэт получил два золотых диска за самый продаваемый международный альбом и как самые популярные иностранные исполнители в Японии. В 1999 году и 2001 годах выходят альбомы «Let The Love Go On» и «Fly High», которые помогают группе достичь цифры в 3 миллиона проданных альбомов. В 2007 году группа выходит в финал датского национального отбора с песней «Two Are Stronger Than One» (6-е место), а Сюзанна стала глашатаем конкурса в Хельсинки. На момент отбора Сюзанна проживала уже 13 лет в Андорре, выучив каталанский язык.

## Национальный финал
Телерадиокомпания RTVA пригласила композиторов и певцов для участия в национальном отборе. Заявки принимались с 24 октября по 1 декабря 2008 (8 ноября был перенесён первоначальный дедлайн с 31 декабря 2008 после того, как Европейский вещательный союз уведомил Андорру об изменении в правилах отбора на Евровидение). Жюри выбрало три песни для финала: все участники должны были отправить демоверсии песен (не более трёх от каждого), и хотя бы одна должна была звучать на каталонском. Композиторам также предписывалось отправить хотя бы одну песню. К участникам предъявлялись требования: возраст от 18 лет, наличие подданства Андорры и каталонских корней, песня на каталонском языке, наличие музыкального опыта и свободное владение английским, французским и каталонским языками. В финале национального отбора исполнителя выбирали путём отправки СМС сообщений от телезрителей.
Всего были приняты 107 заявок: 64 песни без исполнителя, 15 исполнителей без песни и 28 заявок с исполнителями и песнями одновременно. Около половины заявок пришли из Андорры, 27 заявок из Испании, по 8 из Франции и Литвы, 6 из Швеции, четыре из Греции и Мальты, три из Бельгии, по две из Ирландии и Израиля и по одной из Исландии и Великобритании
Участников национального финала объявили 13 декабря 2008 года в прямом эфире: профессиональное жюри огласило своё решение около полудня. Изначально в списке участников был Джек Люсьен из Великобритании с песней «Marxaré» (вышла 4 мая 2009), но за три дня до даты объявления финалистов он снял свою кандидатуру, и его место заняла Сюзанна Георги. 29 декабря была дисквалифицирована песня «Estrelles d'or» Марка Дурандо и Марка Кантури за то, что они отправили похожую песню в национальный отбор Испании 2008 года. Вместо дуэта в национальный финал прошёл Мар Капдевила с песней «Passió obsessiva».

### Национальный финал
В январе 2009 года на телешоу «Passaport a Moscou» выступили три финалиста, представившие свои песни: Сюзанна Георги (14 января), Мар Капдевила (21 января) и Льюис Картес (28 января). В этих же выпусках телеведущие рассказали об участии Андорры в прошлые годы в Евровидении. 4 февраля 2009 в концертном зале «Apolo Andorra» прошёл национальный финал, который вела Мери Пикарт. Представителя Андорры выбирали телезрители путём СМС-голосования и жюри.
Итогом финала стала победа Сюзанны Георги и её песни «La teva decisió»: 66% голосов телезрителей и 47% голосов жюри получила исполнительница со своей песней.
| Номер | Артист         | Песня            | Авторы | Процент голосов | Процент голосов | Процент голосов | Место |
| Номер | Артист         | Песня            | Авторы | Жюри            | Зрители         | Итого           | Место |
| ----- | -------------- | ---------------- | --- | --------------- | --------------- | --------------- | ----- |
| 1     | Сюзанна Георги | La Teva Decisió  | Сюзанна Георги, Руне Браагер, Лене Диссинг, Пернилла Георги, Маркус Винтер-Йон (музыка и стихи), Хосеп Рока Вила (стихи) | 47%             | 66%             | 56,5%           | 1-е   |
| 2     | Мар Капдевила  | Passió Obsessiva | Хосеп Рока, Хосе Хуан Сантана, Гонсало Вандельвира (музыка и стихи)                                                      | 23%             | 13%             | 18%             | 3-е   |
| 3     | Льюис Картес   | Exhaust          | Льюис Картес | 30%             | 21%             | 25,5%           | 2-е   |

## Подготовка к выступлению
Из-за урезания финансирования Сюзанна отказалась от большого концертного тура по Европе, но при этом выступила в нескольких странах: 27 февраля её песня прозвучала на испанской радиостанции Punto Radio, а вскоре Сюзанна выступила на своей родине в Дании на церемонии вручения датской премии «Грэмми». Наконец, Сюзанна выступила и на испанском национальном отборе: телекомпания Televisión Española показала финал в прямом эфире, на котором выступила Сюзанна вместе с представителями от Франции, Германии, Великобритании и Греции.
Андорра не фигурировала в числе фаворитов Евровидения, а шансы её выхода в финал также не рассматривались всерьёз. Автор интернет-проекта «Евровидение-Казахстан» Андрей Михеев назвал песню слишком средней, которой вряд ли что поможет выйти в финал:

- Музыка: Весьма средняя песня. 6/10
- Текст: Про решения в любви. 7/10
- Вокал: Не сложная песня, хорошо исполненная. 7/10
- Итог: Не знаю, что может помочь ей выйти в финал. 6/10

В ходе голосования фан-клубов Евровидения, входивших в организацию OGAE, Андорра не получила ни одного балла (сам андоррский фан-клуб отдал 12 баллов исполнительнице из Испании Сорайе). Председатель российского фан-клуба OGAE Антон Кулаков отметил, что Сюзанна слишком следует стилю своего дуэта с Перниллой, но на фоне других исполнителей может и попасть в финал:

- Музыка: Всё-таки очень в стиле её предыдущей группы. Даже слишком в нём. 7/10
- Текст: Как я понял — история их любви была полна всяких лишений и выгоняний, но всё кончилось хорошо. 7/10
- Вокал: Я в сомнениях. В кои-то веки без проблем будет у Андорры с вокалом? 6/10
- Итог: В принципе, очень неплохой выбор, и на общем ужасающем фоне может до финала добраться. 7/10

## Выступление
Сюзанна должна была выступить в первом полуфинале 12 мая 2009 года под 7-м порядковым номером после Армении и перед Швейцарией. Испания, изначально хотевшая транслировать первый полуфинал и голосовать в нём, неожиданно изменила своё решение и объявила о том, что хочет показать второй полуфинал. На 12 мая 2009 года на телеканале TVE1 решили показать проводы испанской конкурсантки Сорайи, в которых участвовала Сюзанна Георги, а на TVE2, который должен был показать полуфинал — политические теледебаты. Отказ Испании показывать первый полуфинал был вызван желанием пропиарить свою исполнительницу, и в Андорре возмутились подобным решением, обвинив Испанию в нарушении данного прежде обещания оказать всяческую поддержку Сюзанне.
Принцип «соседского голосования» давал теоретически шансы Андорре, если за неё в полуфинале голосовала Испания. Однако Сюзанна заявила, что будет до конца бороться за победу: она взяла с собой четырёх бэк-вокалистов, отказавшись от опыта Сорайи с танцорами. Итог полуфинала для Андорры стал неутешительным: 15-е место всего с 8 баллами не позволили Сюзанне Георги выйти в финал, а жюри выбрало другого исполнителя, занявшего место ниже 9-го.

## Голосование

### Голоса от Андорры
| 12 баллов | Португалия |
| 10 баллов | Исландия   |
| 8 баллов  | Израиль    |
| 7 баллов  | Швеция     |
| 6 баллов  | Мальта     |
| 5 баллов  | Турция     |
| 4 балла   | Румыния    |
| 3 балла   | Финляндия  |
| 2 балла   | Швейцария  |
| 1 балл    | Черногория |

| 12 баллов | Испания        |
| 10 баллов | Норвегия       |
| 8 баллов  | Исландия       |
| 7 баллов  | Израиль        |
| 6 баллов  | Португалия     |
| 5 баллов  | Дания          |
| 4 балла   | Великобритания |
| 3 балла   | Франция        |
| 2 балла   | Швеция         |
| 1 балл    | Мальта         |

| 12 баллов | Португалия     |
| 10 баллов | Испания        |
| 8 баллов  | Норвегия       |
| 7 баллов  | Израиль        |
| 6 баллов  | Франция        |
| 5 баллов  | Исландия       |
| 4 балла   | Швеция         |
| 3 балла   | Румыния        |
| 2 балла   | Финляндия      |
| 1 балл    | Великобритания |

| 12 баллов | Дания                |
| 10 баллов | Исландия             |
| 8 баллов  | Великобритания       |
| 7 баллов  | Норвегия             |
| 6 баллов  | Израиль              |
| 5 баллов  | Испания              |
| 4 балла   | Мальта               |
| 3 балла   | Турция               |
| 2 балла   | Босния и Герцеговина |
| 1 балл    | Финляндия            |

### Голоса за Андорру
| 12 баллов | 10 баллов    | 8 баллов | 7 баллов | 6 баллов |
| --------- | ------------ | -------- | -------- | -------- |
|           |              |          |          |          |
| 5 баллов  | 4 балла      | 3 балла  | 2 балла  | 1 балл   |
|           | - Португалия | - Мальта |          | - Турция |